# Thomas Schmidt (calciatore)
Thomas Schmidt (4 giugno 1996) è un calciatore francese, portiere del Lössi e della Nazionale di calcio della Nuova Caledonia.

## Carriera

### Club
Ha giocato nel campionato della Nuova Caledonia con Le Mont-Dore e Lössi.

### Nazionale
Ha esordito con la Nazionale di calcio della Nuova Caledonia nel 2016.